# Hydrocotyle himalaica
Hydrocotyle himalaica är en växtart i släktet Hydrocotyle och familjen araliaväxter.
Arten förekommer i sydöstra Asien, från Himalaya i väster till södra centrala Kina och Hainan. Den beskrevs av Prasanta Kumar Mukherjee 1969.

## Underarter
Arten delas in i två underarter:
- H. himalaica subsp. himalaica
- H. himalaica subsp. mukherjeeana